# Енгорга
Енгорга́ (бур. Енгорго - существо бурятской мифологии) — улус в Тункинском районе Бурятии. Входит в сельское поселение «Хужиры».

## География
Расположен в 17 км (10 км по прямой) к северу от центра сельского поселения, улуса Хужиры, в 1 км к востоку от Енгаргинского озера, западнее урочища Бадары..

## Население
| 2002 | 2010 |
| ---- | ---- |
| 21   | →21  |